# Кержаки

Кержачка Анна Ивановна Погадаева (1900—1988) из с. Сакмара Оренбургской области (1932)

Кержаки́ — этноконфессиональная группа русских. Представители староверия. Название происходит от названия реки Керженец в Нижегородской области. Носители культуры северорусского типа.
После разгрома в 1720-х Керженских скитов десятками тысяч бежали на восток — в Пермскую губернию. С Урала расселились по всей Сибири, до Алтая и Дальнего Востока. Являются одними из первых русскоязычных жителей Сибири, «старожильческим населением». Вели достаточно замкнутый общинный образ жизни со строгими религиозными правилами и традиционной культурой.
В Сибири кержаки составляли основу алтайских каменщиков. Противопоставляли себя более поздним переселенцам в Сибирь — «расейским» (российским), но впоследствии практически полностью ассимилировались с ними из-за общего русского происхождения.
Позднее кержаками стали называть всех старообрядцев, в противовес «ми́рским» — приверженцам официального православия. Сами кержаки называли себя именно последователями старой христианской веры, гонимыми представителями церкви антихриста, к которой причисляли новообрядческую церковь.
В глухих местах до сих пор существуют кержацкие заимки, практически не имеющие контактов с внешним миром.
В результате советских преобразований общества (атеизм, коллективизация, индустриализация, раскулачивание и др.) большинство потомков кержаков утратили древние традиции, причисляют себя к общерусскому этносу, проживают на всей территории России и за рубежом.
По переписи 2002 года в России указали свою принадлежность к кержакам лишь 18 человек.